# Collegium Carolinum (Zürich)

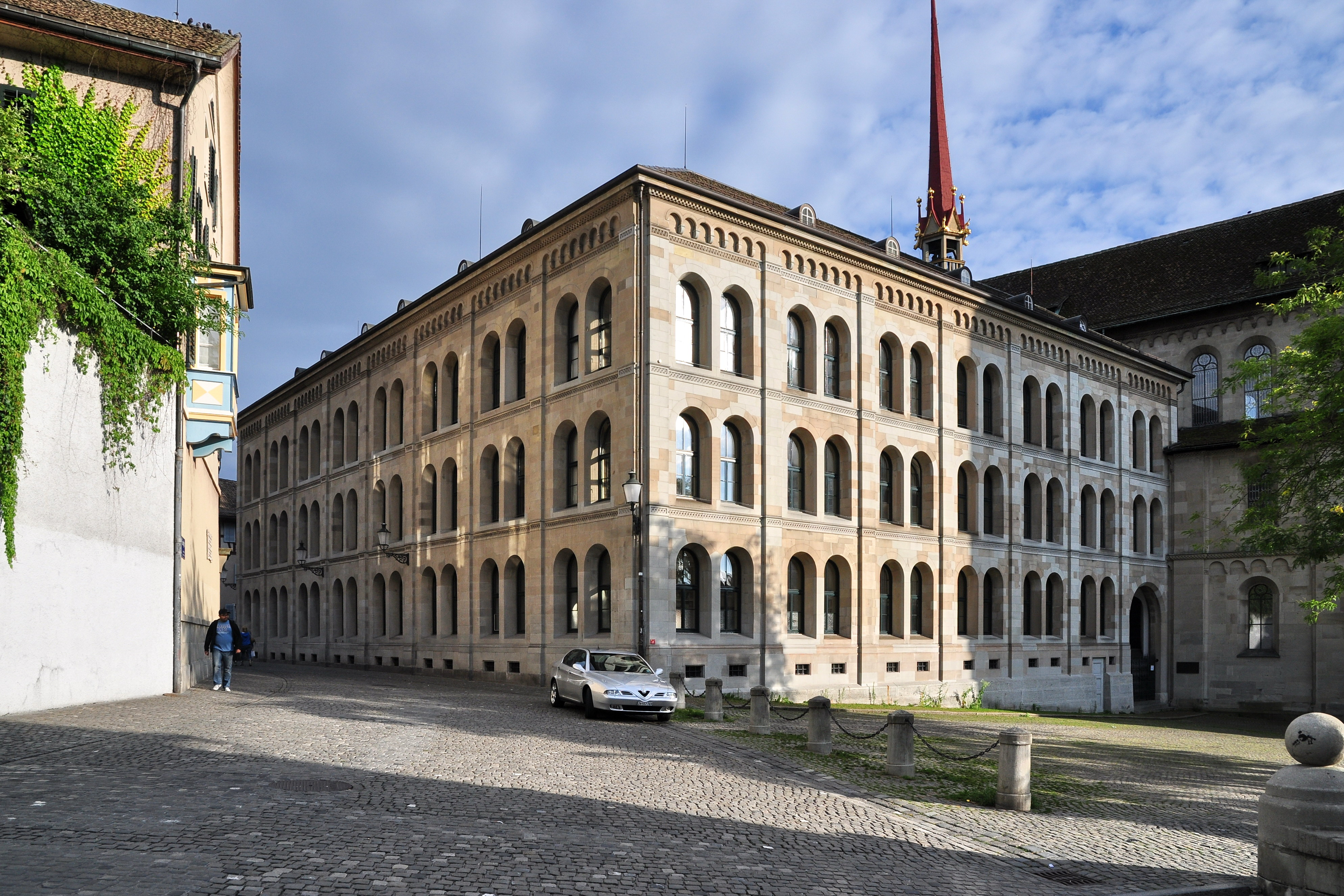
Ehemaliges Collegium Carolinum am Grossmünster

Das Collegium Carolinum in Zürich war eine 1525 gegründete philosophisch-theologische Hochschule und Vorläuferin der Universität Zürich sowie der Theologischen Fakultät der Universität Zürich.

## Geschichte
Eine der Neuerungen der Reformation war der Eingriff in das Kirchengut, das seinen ursprünglichen Zwecken, dem Unterricht und der Armenfürsorge, zugeführt werden sollte. Die bisherigen Aufgaben der Kirche wurden nun Staatsaufgaben. Huldrych Zwingli plante für Zürich eine Bildungsreform, die angehende Pfarrer neben Latein in Hebräisch und Griechisch schulen sollte, weil das Wort Gottes nur durch Einbezug der urchristlichen Schriften rein verstanden werden könne. Als Vorbild diente ihm, das 1517 von Erasmus von Rotterdam in Löwen gegründete Collegium Trilingue.
Das humanistisch-reformatorische Programm in Zürich wurde institutionell durch die Reform des Chorherrenstifts am Grossmünster verwirklicht. Am 29. September 1523 wurden mit einem Ratsmandat die Stiftspfründen in theologisch-philologische Professuren umgewandelt. Die werktäglichen Vorlesungen (Lezgen, Lectiones) durch wohlgelehrte Männer sollten für Interessierte aus Stadt und Land unentgeltlich sein. Am 19. Juni 1525 nahm das neuartige Bildungsinstitut seine Tätigkeit als Lektorium für Theologie (Bibelschule) mit wissenschaftlichen Ansprüchen auf. Weil Zwingli das Auslegen der Bibel im Anschluss an 1 Kor 14  «Prophezeien» nannte, wurde die Zürcher Schule auch als «Prophezei» bekannt.
Ab 1559 wurde die Prophezei als Hohe Schule für Theologie eingestuft und trug fortan den Namen Schola Tigurina (Zürcher Schule). 1601 wurde die Schola Tigurina Teil des Collegiums Carolinum, das aus einer theologischen, philologischen und philosophischen Abteilung bestand. Der Name Carolinum bezog sich auf Karl den Grossen, den Stifter des Grossmünsters, das auch heute noch das Siegel der Universität Zürich ziert. Am Collegium wirkten unter anderem Johann Jakob Bodmer und der Philologe Johann Jakob Breitinger. Zu ihren Studenten zählte der Pfarrer und Philosoph Johann Caspar Lavater, der von 1756 bis 1762 Theologie, Philosophie und Philologie studierte, sowie Johann Heinrich Pestalozzi der Theologie und Jurisprudenz studierte.

Siegel Uni Zürich mit Grossmünster

Das Zürcher Schulsystem, das mit dem theologischen Examen abschloss, bestand im 17. Jahrhundert aus folgenden Stufen:
- Deutsche Schule
- Lateinschule am Grossmünster oder Fraumünster
- Collegium humanitatis (Mittelstudium als zweiklassige Schule)
- Collegium Carolinum (drei Klassen und fünf Jahreskurse; vor 1601 Lektorium)

Mit der Gründung der Universität Zürich wurde 1833 aus dem Collegium Carolinum die Theologische Fakultät. Die Schulakten des Collegium Carolinum befinden sich im Staatsarchiv des Kantons Zürich (E I 16.1.).

## Bedeutung
Unter Zwinglis Nachfolger, Heinrich Bullinger, wurde aus der biblisch-exegetischen Arbeitsgemeinschaft 1559 unter dem Namen Schola Tigurina eine Hohe Schule, ein Prototyp für alle späteren reformierten Akademien der Eidgenossenschaft und sogar Europas.
Diese Reputation verdankte sie insbesondere ihren Leistungen auf den Gebieten der Bibelexegese und -Übersetzung sowie der Orientalistik und Sprachwissenschaft. Zwei Beispiele sind die erste evangelische Übersetzung der ganzen Bibel in deutscher Sprache von 1531 (Zürcher Bibel) sowie eine Reihe von über weite Teile Europas verbreiteten biblischen Kommentaren, die bereits das Anliegen moderner Bibelwissenschaft vorwegnahmen.
Bedeutende Hochschullehrer waren unter anderem Jakob Wiesendanger, dessen griechische Grammatik bis ins 18. Jahrhundert verwendet wurde; Konrad Pelikan, der die erste hebräische Grammatik als nichtjüdischer Christ schuf; Heinrich Bullinger, dessen Gesamtdarstellung des christlichen Glaubens (Dekaden) in dreissig Gesamtausgaben in mehreren Sprachen erschienen; Theodor Bibliander, der die erste kritische lateinische Ausgabe des Korans verfasste; Conrad Gessner, der eine monumentale Bibliotheca universalis anfertigte; Peter Martyr Vermigli, der Textbücher für Generationen von Theologen diesseits und jenseits des Atlantiks verfasste; Josias Simler, Autor eines über Jahrhunderte geltenden Standardwerks zur Schweizer Geschichte; Johann Wilhelm Stucki (1542–1607), Autor mehrerer Gelehrtenviten und eines Werks über die Kulturgeschichte der Antike,  Kaspar Waser, Verfasser von Grammatiken des Hebräischen, des Chaldäischen und des Syrischen sowie Fortsetzer der Chronik von Johannes Stumpf sowie der Orientalist Johann Heinrich Hottinger. Eine Besonderheit stellen die nach dem Tod der Lehrstuhlinhaber lückenlos publizierten Biografien dar, die bis ins 18. Jahrhundert den Ruf der Zürcher Hohen Schule weiter bestärkten.
Die Schola Tigurina verlor gegen Ende des 16. Jahrhunderts ihre führende Stellung in Europa an Genf. Die Zürcher Theologen hatten jedoch zur Konsolidierung des reformierten Bekenntnisstandes mit der historisch-kritischen Bibelauslegung und der Bundestheologie massgeblich beigetragen. Die beiden Hochschulen standen auch im 17. Jahrhundert in engem Kontakt, unter anderem, indem begabte Knaben aus Zürich für ihr weiteres Studium zunächst an die Genfer Akademie geschickt wurden.
Alle grossen Denker aus Zürich, welche im 17. und im 18. Jahrhundert in der europäischen Gelehrtenwelt berühmt wurden, waren Zöglinge des 1601 errichteten Collegium humanitatis sowie des Collegium Carolinum, also der Ausweitung der Schola Tigurina. Dazu gehörte auch der Gründervater der Zürcher Universität Johann Caspar von Orelli, der am Collegium Carolinum seit 1819 als Professor für Rhetorik und Hermeneutik tätig war.

## Bedeutende Professoren
- Konrad Pellikan (1478–1556), Pionier der christlichen Hebraistik
- Peter Martyr Vermigli (1499–1562), Theologe
- Jakob Wiesendanger (Ceporinus) (1499–1525), Gräzist
- Johann Jakob Ammann (1500–1573), Geistlicher und Schulleiter
- Heinrich Bullinger (1504–1575), Theologe, Gründer und Leiter der „Schola Tigurina“
- Theodor Bibliander (1509–1564), Theologe, Orientalist
- Conrad Gessner (1516–1565), Arzt und Universalgelehrter
- Josias Simler (1530–1576), Theologe und Historiker
- Johann Wilhelm Stucki (1542–1607), Theologe und Orientalist
- Rudolf Hospinian (1547–1626), Dogmatik und Rektor der Hohen Schule
- Markus Bäumler (1555–1611), Theologe
- Kaspar Waser (1565–1625), Theologe und Orientalist
- Johann Jakob Ulrich (1569–1638), Professor für Theologie
- Johann Jakob Irminger (1585–1649), Theologe
- Johann Rudolf Stucki (1596–1660), Professor für Theologie
- Johann Jakob Ulrich (1602–1668), Professor für Theologie
- Johann Heinrich Hottinger (1620–1667), Theologe und Orientalist
- Johann Caspar Schweizer (1620–1688), Philologe
- Johann Heinrich Schweizer (1646–1705), Professor für Hebräische und Griechische Sprache
- Johann Jakob Hottinger (1652–1735), Professor für alttestamentliche Theologie
- Johann Jakob Zimmermann (1695–1756), Professor für Theologie
- Johann Jakob Bodmer (1698–1783), Philologe
- Johann Kaspar Hagenbuch (1700–1763), Theologe und Altertumsforscher
- Johann Jakob Breitinger (1701–1776), Philologe
- Johann Rudolf Ulrich (1728–1795), Professor für Ethik
- Johann Jakob Steinbrüchel (1729–1796), Professor für Griechisch und biblische Hermeneutik
- Johann Heinrich Rahn (1749–1812), Professor der Mathematik und Physik, Rektor
- Johannes Schulthess (1763–1836), Professor für alte Sprachen
- Georg Gessner (1765–1843), praktische Theologie
- Heinrich Hirzel (1766–1833), Philosophieprofessor
- Heinrich Escher (1781–1860), Historiker